# Saint-Aubin-des-Châteaux

Saint-Aubin-des-Châteaux este o comună în departamentul Loire-Atlantique, Franța. În 2009 avea o populație de 1,577 de locuitori.